# LAG Nr. 59 und 60
Die Lokomotiven mit den Bahnnummern 59 und 60 der Lokalbahn AG (LAG) waren Nassdampflokomotiven mit Verbundtriebwerk.
Nachdem die 1'C-Lokomotiven mit den Bahnnummern 17 bis 49 sich im Betrieb bewährt hatten, lieferte Krauss-Maffei 1900 zwei weitere Fahrzeuge mit höherer Leistung. Auffällig waren die weit vorne neben der Rauchkammer angeordneten Wasserkästen. Außerdem waren ein Kohlenkasten hinter dem Führerhaus hinzugefügt, der Treibraddurchmesser verringert sowie Achsstand und Länge vergrößert worden.
Die beiden Lokomotiven wurden von der Reichsbahn in die Baureihe 98.73  eingeordnet und erhielten die Nummern 98 7308 und 98 7309. Nach dem Zweiten Weltkrieg kamen sie zur Deutschen Bundesbahn, wo sie 1950 ausgemustert wurden. Zuletzt waren sie in Nürnberg stationiert.